# Ortheziolamameti guineensis
Ortheziolamameti guineensis är en insektsart som först beskrevs av Morrison 1954.  Ortheziolamameti guineensis ingår i släktet Ortheziolamameti och familjen vaxsköldlöss.
Artens utbredningsområde är Ghana. Inga underarter finns listade i Catalogue of Life.